# Wiktor Reschetnjak

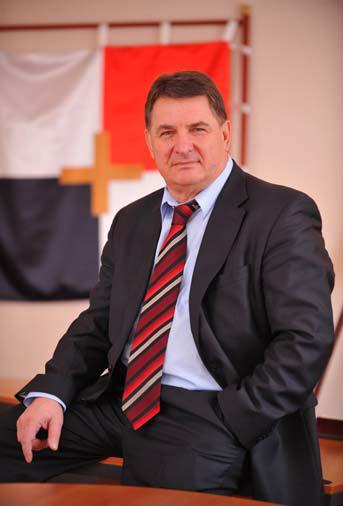
Wiktor Reschetnjak (2011)

Wiktor Reschetnjak (ukrainisch Віктор Решетняк, engl. Transkription Viktor Reshetnyak; * 18. Februar 1950; † 14. Juni 2015) war ein ukrainischer Arzt und Politiker. Er war Oberbürgermeister von Wyschhorod.

## Leben
Reschetnjak besuchte das Gymnasium in Jewpatorija (1965–1969) mit anschließendem Medizinstudium am Medizinkolleg-Jewpatorija. Von 1969 bis 1971 leistete er Militärdienst in der Sowjetarmee. 
Während der Jahre 1971 bis 1977 studierte er Medizin im staatlich-medizinischen Institut auf der Krim mit anschließenden medizinischen Studien an der Universität Kiew. Nach seiner Approbation wurde er Leiter des regionalen Krankenhauses in Wyschhorod; er beteiligte sich nach der Nuklearkatastrophe von Tschernobyl 1986 als betreuender Arzt an den Sicherungsarbeiten des Tschernobyler Reaktors. In den Jahren 1989 und 1990 war er als Arzt in Äthiopien tätig. 
Im April 2000 verteidigte er seine Dissertation und wurde Kandidat der Medizinischen Wissenschaften in Geburtshilfe und Gynäkologie. Im Jahr 2000 machte er ein Training im Zentralhospital in Sens zum Thema Organisation und Management eines Krankenhauses. Ab 2001 war er Chefarzt des Rajon Wyschhorod und ab 2002 gewähltes Mitglied des Regionalparlaments. 2004 wurde er zum Präsidenten der karitativen Dobrobut Stiftung gewählt und 2005 zum Ehrenpräsidenten der ukrainischen Hippocrates Stiftung berufen.
Im April 2006 wurde er zum Oberbürgermeister von Wyschhorod gewählt, 2010 mit 85 % der Stimmen für weitere vier Jahre im Amt bestätigt und blieb Oberbürgermeister bis zum Tod. Reschetnjak pflegte intensive Beziehungen zur Partnerstadt Lörrach und Oberbürgermeisterin Gudrun Heute-Bluhm, wobei er sich stark für musikalische Jugendbegegnungen mit Lörrach-International einsetzte. Ein besonderes Bedürfnis war für ihn die auf der Gemarkung Wyschhorod verstreut liegenden Gefallenen zu exhumieren und auf dem Soldatenfriedhof Kiew würdig zu beerdigen.
Im Jahr 2011 holte er die Formel-1-Weltmeisterschaft im Motorbootsport nach Wyschhorod und sicherte diesen Austragungsort auch für die Jahre 2012 und 2013.

## Auszeichnungen und Ehrungen
- Gold- und Silbermedaillen der ukrainischen Nationalökonomie.
- Das ukrainische Ministerium für Gesundheit ernannte ihn zum Ehrendoktor der Ukraine.
- Die regional Regierung ehrte ihn mit verschiedenen Diplomen.

## Referenzen
- Kyiv Post: Powerboat races are latest games for rich powerfull. 29. Juli 2011
- Newspaper Vischgorod 2011: Dates Juli 2.; Juli 16; Juli 30
- A.Prysyazhnyuk & Viktor Reshetnyak: Vyshgorod Guide, Phrase BOOK Formula 1H2O. 2011